# 陈健 (电子学家)
陈健，南京大学教授，研究方向为超导电子器件及其物性等，中华人民共和国教育部第五批“长江学者”特聘教授。

## 生平
1983年和1986年先后获得在南京大学物理系无线电物理专业获学士、硕士学位，后留校任教；后在日本、美国留学、工作；2003年起任南京大学电子科学与工程系教授。